# グラニー
グラニー（Granny）とは、ルーニー・テューンズのキャラクター。ちなみにグラニーの本名はエマ・ウェブスター（Emma Webster）である。

## キャラクター
グラニーは、カナリアのトゥイーティーの飼い主。初期のグラニーは、テックス・アヴェリー監督の『赤頭巾ちゃんと狼（Little Red Walking Hood）』に登場、そしてフリッツ・フレレング監督の『カナリヤ横丁（Canary Row）』で初めてトゥイーティーの飼い主として登場した。
その後、『スピルバーグのアニメ タイニー・トゥーン』や『ルーニー・テューンズ・ショー』、『新ルーニー・テューンズ』、『ルーニー・テューンズ・カートゥーンズ』等にも登場した。
『スペース・プレイヤーズ』では前作のチアリーダーとして参加した『スペース・ジャム』とは違い、選手（バッグス曰く「ベテランリーダー」）として参加し、トゥイーティーでもシルベスターでもなく、かつて敵対したことがあるスピーディーとコンビを組み、『マトリックス』の世界で活動し、その経験を活かし、試合ではロードランナーのスピードすら遅延するクロノスを弱体化する活躍を見せ、レブロンから「救世主だ」と言わせた。なお、本編では敵対することが多かったシルベスターと仲良くする場面が多く、抱き合ったりハイタッチする場面がある。

## 声優
- ビー・ベナデレット（1950年 - 1955年）
- ジューン・フォーレイ（1950年 - 2014年）
- ジョアン・ガーバー（1965年）
- ゲゲ・ピアソン（1965年）
- メル・ブランク（1974年 - 1978年）[2]
- トレス・マクニール（1998年）
- ステファニー・コートニー（2012年、2014年）
- キャンディ・ミロ（2017年 - ）

### 吹き替え声優
- 高橋和枝（バックス・バニーのゆかいな仲間たち」)
- 京田尚子（ぶっちぎりステージからルーニー・テューンズ・カートゥーンズまで）
- 井上喜久子（タイニー・トゥーンズのハチャメチャ学園[3]）

それ以前(バックスバニー劇場とマンガ大作戦)の声優は不明。
京田は『ぶっちぎりステージ』から参加しており、1996年にテレビ東京で放送されたルーニー・テューンズでグラニー役を続けて担当し、高年齢により降板が決まり、タイニー・トゥーンズのハチャメチャ学園からは井上が後任になった。